# IBM 3270
3270 eller IBM 3270 är en serie terminaler och ett kommunikationsgränssnitt mot stordatorer.

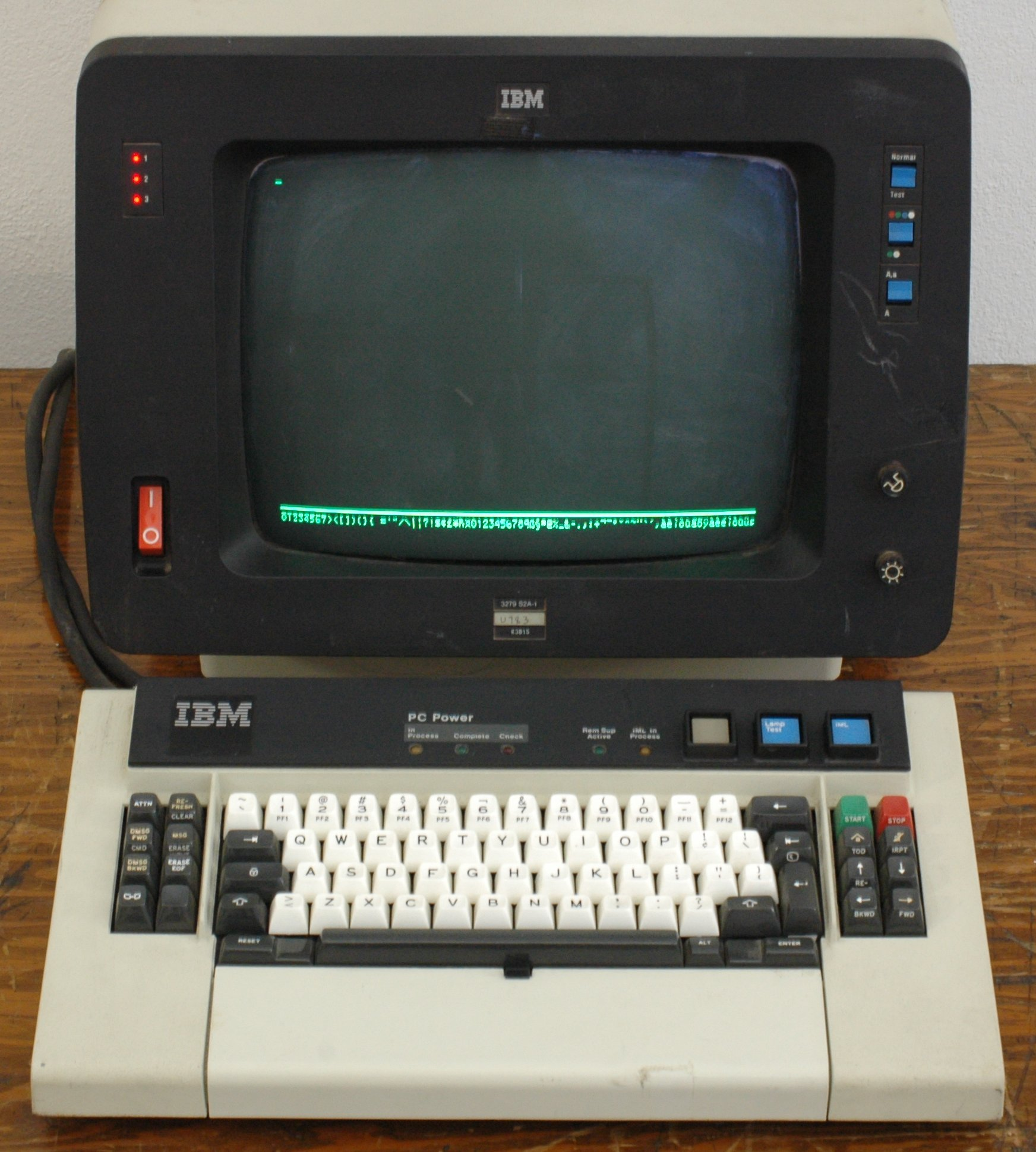
IBM 3279 IBM:s första färgterminal, med stöd för grafer

3270 som kom på 1970-talet var ett sätt att formatera utdata på terminaler, formatet har överlevt i vissa tillämpningar och kallas populärt för grönskärm.
Till skillnad från de flesta terminaler, som överför data till datorn tecken för tecken eller rad för rad, fungerar 3270-terminalerna så att datorn beskriver ett formulär som användaren fyller i. Data från terminalen överförs sedan på en gång, färdigt att bearbeta. Tack vare denna lösning behöver datorn endast sällan byta arbetsuppgift, vilket i synnerhet på äldre datorer var en resurskrävande operation. För att den större mängden data som skulle överföras på en gång inte skulle ge långa väntetider användes en snabbare koaxialkabel istället för de seriekablar (RS-232) som de flesta terminaler använder.
Förutom rena terminaler finns det emulatorer som kan kommunicera via 3270, Telnet 3270 (tn3270) är en emulator som kommunicerar 3270 över TCP/IP och finns portad till många plattformar. Personal Communications/3270 och Communications Manager/2 är exempel på 3270-emulatorer från IBM.